# Messier 91

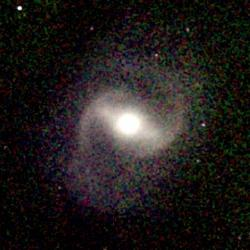
Thiên hà xoắn ốc M91. Ảnh của 2MASS/UMass/IPAC-Caltech/NASA/NSF.

Messier 91 (còn gọi là M91 hay NGC 4548) là thiên hà xoắn ốc có thanh cách Trái Đất khoảng 63 triệu năm ánh sáng trong chòm sao Hậu Phát. Có lẽ Charles Messier đã phát hiện ra nó vào năm 1781 và độc lập bởi William Herschel vào ngày 8 tháng 4 năm 1784. M91 là một thành viên trong nhóm thiên hà Virgo.